# Équipe de Chine de curling
L'équipe de Chine de curling est la sélection qui représente la Chine dans les compétitions internationales de curling.
En 2017, l'équipe nationale est classé comme nation numéro 7 chez les hommes et numéro 10 chez les femmes.

## Palmarès et résultats

### Palmarès masculin
Titres, trophées et places d'honneur
- Jeux Olympiques Hommes depuis 2010
  - Meilleur résultat : 4ème

| Jeux olympiques     | Classement | Skip    | Third         | Second      | Lead          | Remplaçant  |
| ------------------- | ---------- | ------- | ------------- | ----------- | ------------- | ----------- |
| Nagano 1998         | NC         | NC      | NC            | NC          | NC            | NC          |
| Salt Lake City 2002 | NC         | NC      | NC            | NC          | NC            | NC          |
| Turin 2006          | NC         | NC      | NC            | NC          | NC            | NC          |
| Vancouver 2010      | 8e         | Liu Rui | Wang Fengchun | Xu Xiaoming | Zang Jialiang | Li Hongchen |
| Sotchi 2014         | 4e         | Liu Rui | Xu Xiaoming   | Ba Dexin    | Zang Jialiang | Zou Dejia   |
| Pyeongchang 2018    | NC         | NC      | NC            | NC          | NC            | NC          |

- Championnats du monde Hommes depuis 1959
  - Meilleur résultat : 10ème (Round Robin)

### Palmarès féminin

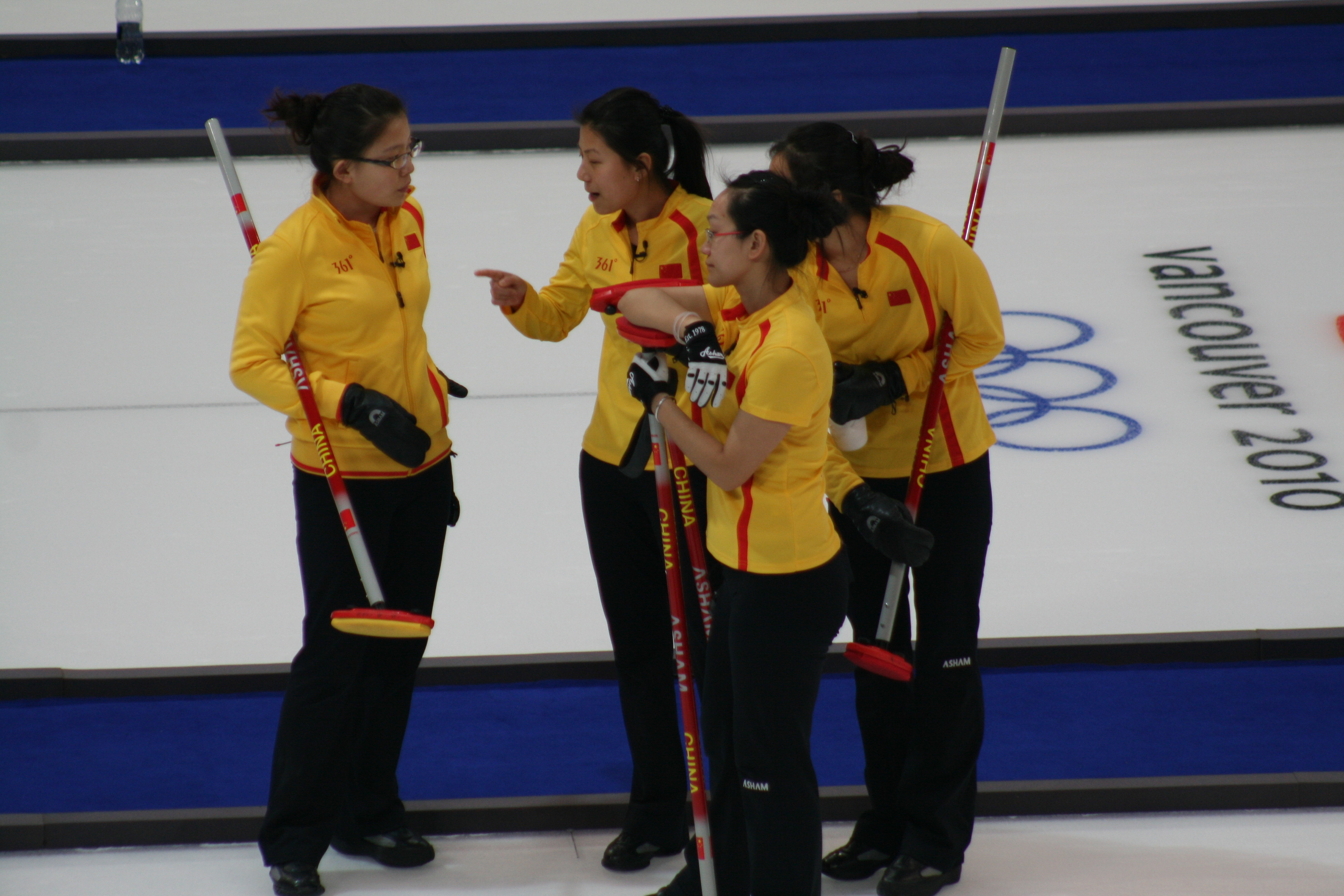
équipe féminine en 2010

Titres, trophées et places d'honneur
- Jeux Olympiques Femmes depuis 1998
  - Meilleur résultat : 3ème
  - 1 fois troisième en 2010

| Jeux olympiques     | Classement | Skip        | Third    | Second         | Lead      | Remplaçant  |
| ------------------- | ---------- | ----------- | -------- | -------------- | --------- | ----------- |
| Nagano 1998         | NC         | NC          | NC       | NC             | NC        | NC          |
| Salt Lake City 2002 | NC         | NC          | NC       | NC             | NC        | NC          |
| Turin 2006          | NC         | NC          | NC       | NC             | NC        | NC          |
| Vancouver 2010      | Bronze     | Wang Bingyu | Liu Yin  | Yue Qingshuang | Zhou Yan  | Liu Jinli   |
| Sotchi 2014         | 7e         | Wang Bingyu | Liu Yin  | Yue Qingshuang | Zhou Yan  | Jiang Yilun |
| Pyeongchang 2018    | 5e         | Wang Bingyu | Zhou Yan | Liu Jinli      | Ma Jingyi | Jiang Xindi |

- Championnats du monde Femmes depuis 1979
  - Meilleur résultat : 1er
  - 1 fois premier en 2009
  - 1 fois deuxième en 2008
  - 1 fois troisième en 2011

### Palmarès mixte
Titres, trophées et places d'honneur
- - Jeux Olympiques depuis 2018
  - Meilleur résultat : 5e Tie Break en 2018

| Jeux olympiques  | Classement | Femme    | Homme    |
| ---------------- | ---------- | -------- | -------- |
| Pyeongchang 2018 | 5e         | Wang Rui | Ba Dexin |

- Championnat du Monde Doubles Mixte depuis 2015
  - Meilleur résultat : 3ème
  - 2 fois troisième en 2017, 2015

### Palmarès curling en fauteuil

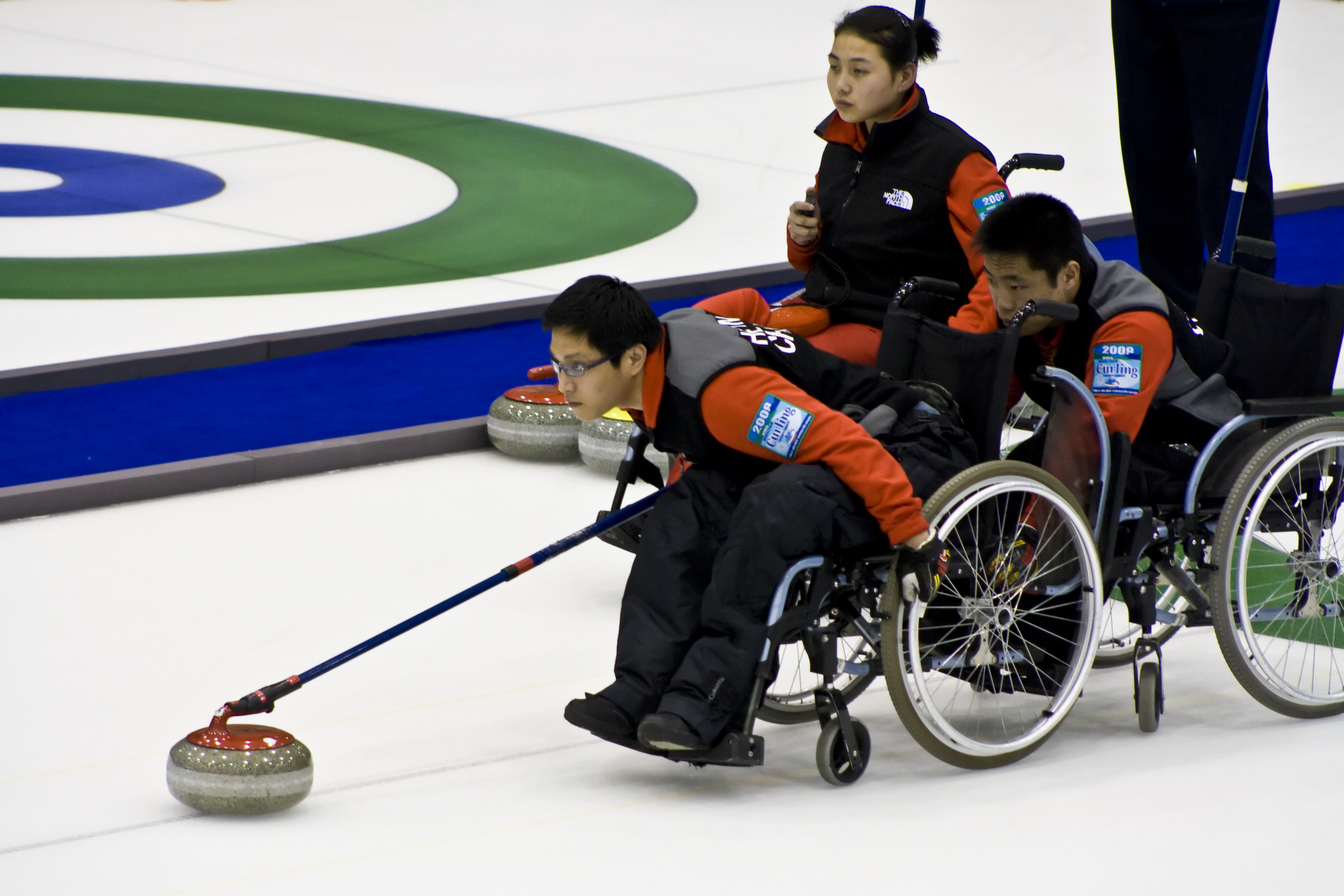
équipe en 2009

- Jeux paralympiques

| Jeux paralympiques | Classement | Skip        | Third        | Second  | Lead        | Remplaçant  |
| ------------------ | ---------- | ----------- | ------------ | ------- | ----------- | ----------- |
| Turin 2006         | NC         | NC          | NC           | NC      | NC          | NC          |
| Vancouver 2010     | NC         | NC          | NC           | NC      | NC          | NC          |
| Sotchi 2014        | 4e         | Wang Haitao | Zhang Qiang  | Liu Wei | Xu Gunagqin | He Jun      |
| Pyeongchang 2018   | Or         | Wang Haitao | Chen Jianxin | Liu Wei | Wang Meng   | Zhang Qiang |